# Atuna

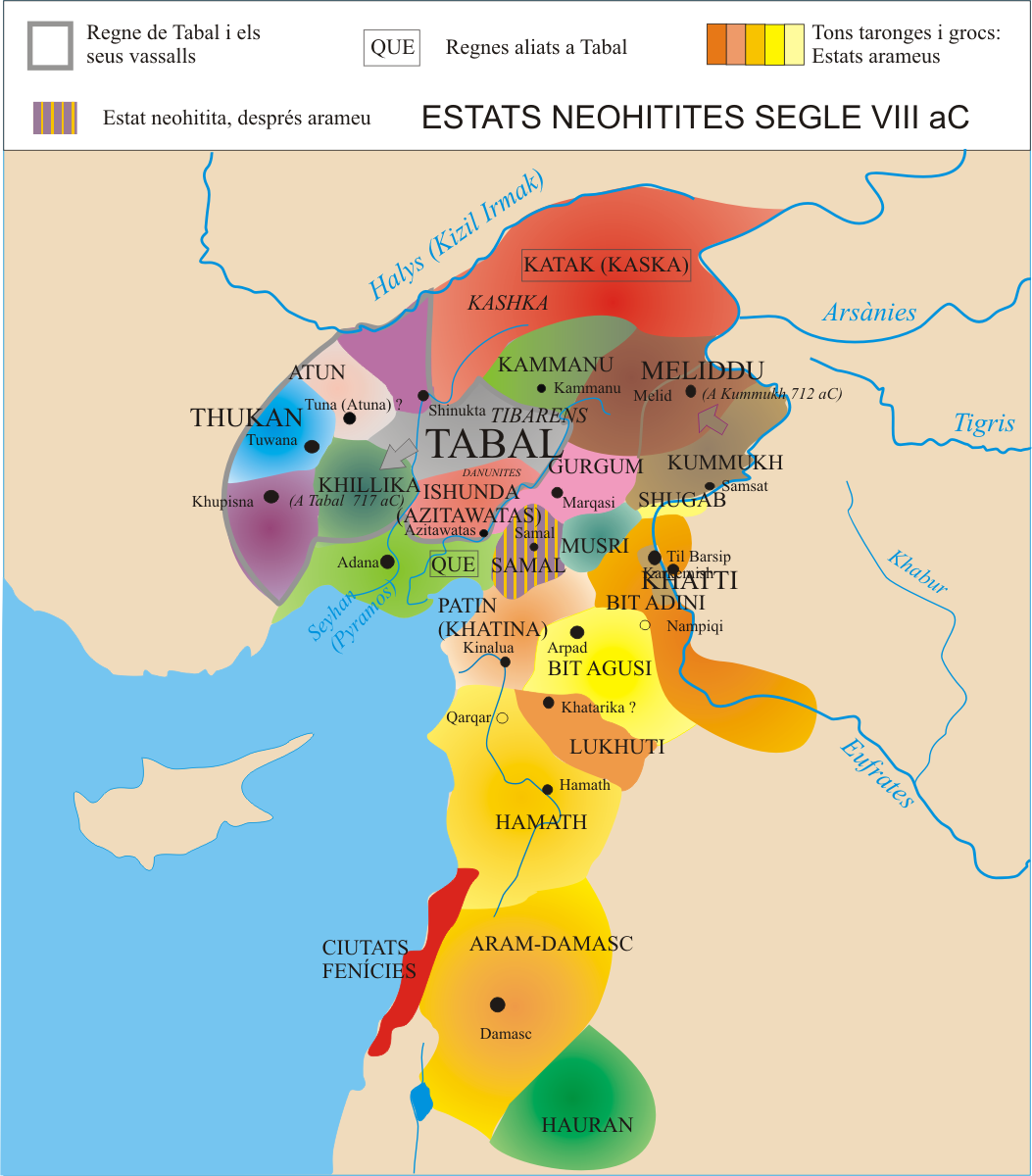
Tabal i estats veïns al

Atuna, Atun, Tuna, Tunna va ser un petit estat neohitita (potser la Dana que anomena Xenofont) de Cilícia que podria ser la clàssica Trunna o Tynna, propera a la ciutat de Tíana. El nom Atuna o Tuna ja apareix esmentat a una inscripció del rei d'Assíria Teglatfalassar III.
El 740 aC després que Arpad caigués en mans dels assiris, els reis Tarkhularas de Gurgum, Dadilu de Kask (probablement Katak/Kaska) i Samulal de Meliddu, van pagar tribut. Els van seguir Urikki de Que, Azriyau de Yaudi-Samal, Uassurme (Wasu Sharumush) de Tabal, Urballa de Tokhan, Urimmi de Khubishna, Tukhammi d'Ishtunda i Ushkhitti d'Atun.
Kutti era un rei d'Atuna mencionat als jeroglífics luvites i en textos assiris. Va governar del 732 aC (o al menys des del 718 aC) fins al 713 aC. L'any 718 aC el rei assiri Sargon II va donar l'estat de Shinukta a Kutti, després que el rei Kiakku de Shinukta s'hagués negat a pagar els tributs a Assíria i hagués conspirat amb el rei Mides III de Frígia. Sargon el va deposar i el va exiliar. Més tard, el mateix Kutti, es va aliar amb Mides III i va conspirar contra Sargon, però va rebre el mateix tracte que el rei Amris de Tabal, i va ser deportat a Assíria. Va tornar al seu regne quan va jurar fidelitat a Assíria.